# 1995 EF
1995 EF är en asteroid i huvudbältet som upptäcktes den 1 mars 1995 av de båda japanska astronomerna Takeshi Urata och Tsuneo Niijima i Ojima.
Asteroiden har en diameter på ungefär 11 kilometer och den tillhör asteroidgruppen Dora.